# Hình thoi tỷ lệ vàng

Hình thoi tỷ lệ vàng.

Trong hình học phẳng, hình thoi tỷ lệ vàng là một hình thoi có tỷ số hai đường chéo {\displaystyle {\frac {p}{q}}=\varphi \!}, với {\displaystyle \varphi \!} là tỷ lệ vàng.

## Đặc điểm
Các góc trong của hình thoi bằng:
{\displaystyle 2\arctan {\frac {1}{\varphi }}=\arctan {2}\approx 63,43495} degrees
{\displaystyle 2\arctan \varphi =\arctan {1}+\arctan {3}\approx 116,56505} độ, mà cũng bằng góc nhị diện của đa diện 12 mặt đều
Độ dài cạnh hình thoi với đường chéo ngắn bằng {\displaystyle q=1} là
{\displaystyle {\begin{array}{rcl}e&=&{\tfrac {1}{2}}{\sqrt {p^{2}+q^{2}}}\\&=&{\tfrac {1}{2}}{\sqrt {1+\varphi ^{2}}}\\&=&{\tfrac {1}{4}}{\sqrt {10+2{\sqrt {5}}}}\\&\approx &0.95106\end{array}}}
Độ dài các đường chéo hình thoi có cạnh bằng đơn vị là
{\displaystyle {\begin{array}{rcl}p&=&{\frac {\varphi }{e}}\\&=&2{\frac {1+{\sqrt {5}}}{\sqrt {10+2{\sqrt {5}}}}}\\&\approx &1.70130\end{array}}}
{\displaystyle {\begin{array}{rcl}q&=&{\frac {1}{e}}\\&=&4{\frac {1}{\sqrt {10+2{\sqrt {5}}}}}\\&\approx &1.05146\end{array}}}

## Đa diện
Một số đa diện nổi bật có các hình thoi tỷ lệ vàng trên mặt của chúng.
Chúng bao gồm hai đa diện hình thang chéo tỷ lệ vàng (golden rhombohedra, hay trigonal trapezohedron có sáu mặt), đa diện 12 mặt Bilinski (Bilinski dodecahedron),
đa diện 20 mặt hình thoi tỷ lệ vàng (rhombic icosahedron), đa diện 30 mặt hình thoi tỷ lệ vàng (rhombic triacontahedron), và đa diện không lồi 60 mặt hình thoi (rhombic hexecontahedron). 5 khối đầu tiên là những đa diện lồi duy nhất có mặt là những hình thoi tỷ lệ vàng, nhưng có vô hạn đa diện không lồi có hình này trên toàn bộ các mặt của nó.

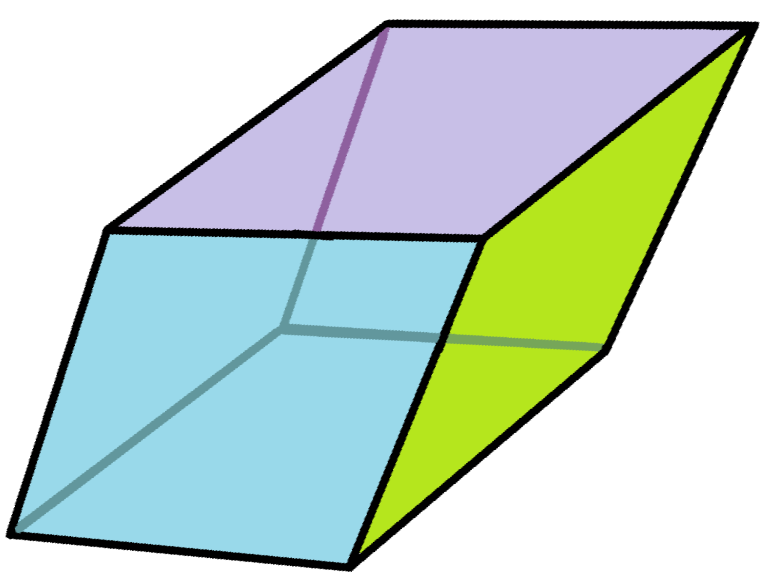
Acute golden rhombohedron
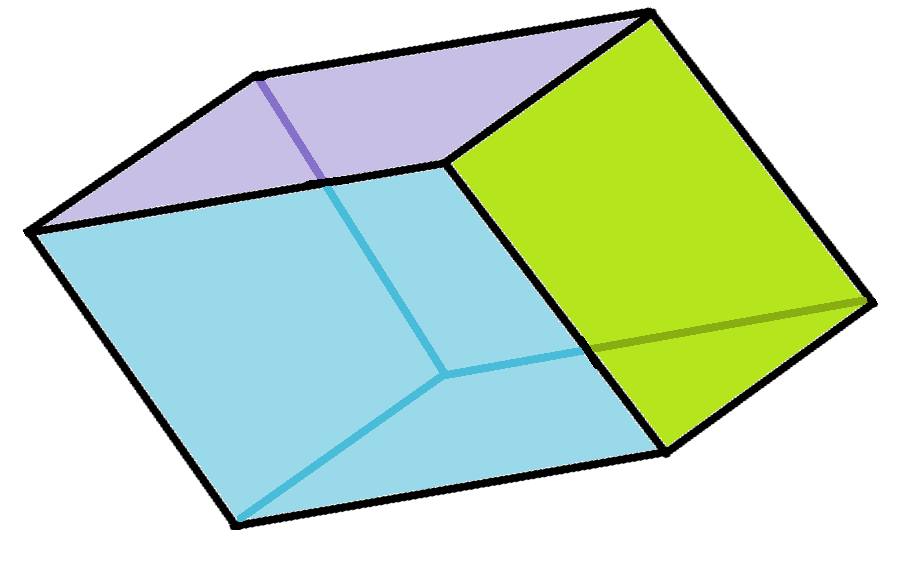
Obtuse golden rhombohedron
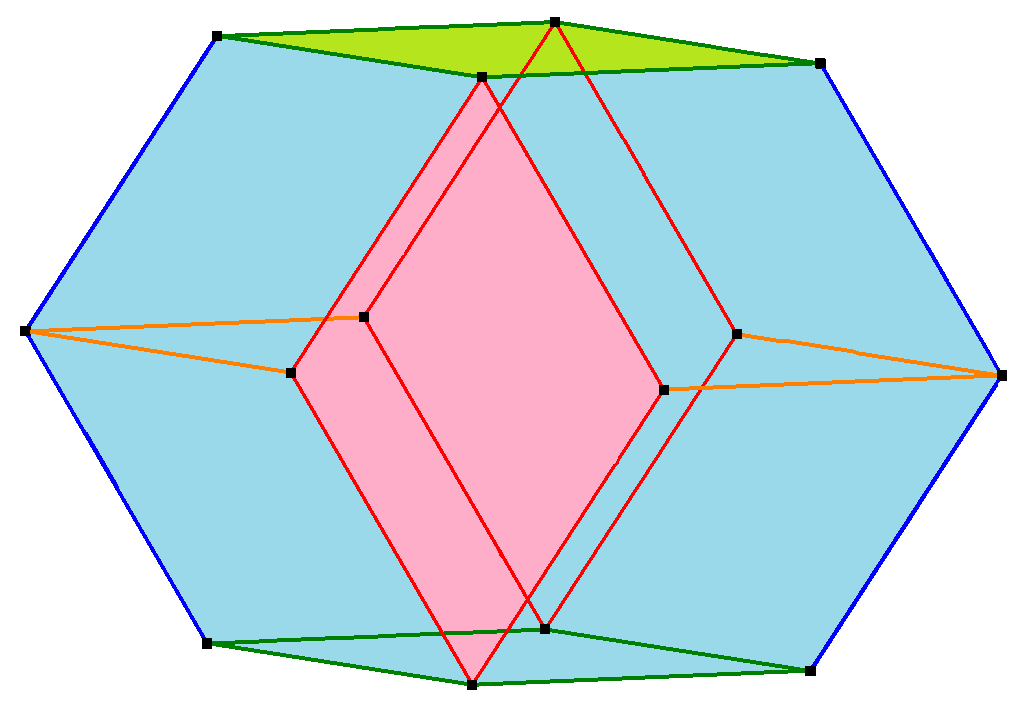
Bilinski dodecahedron
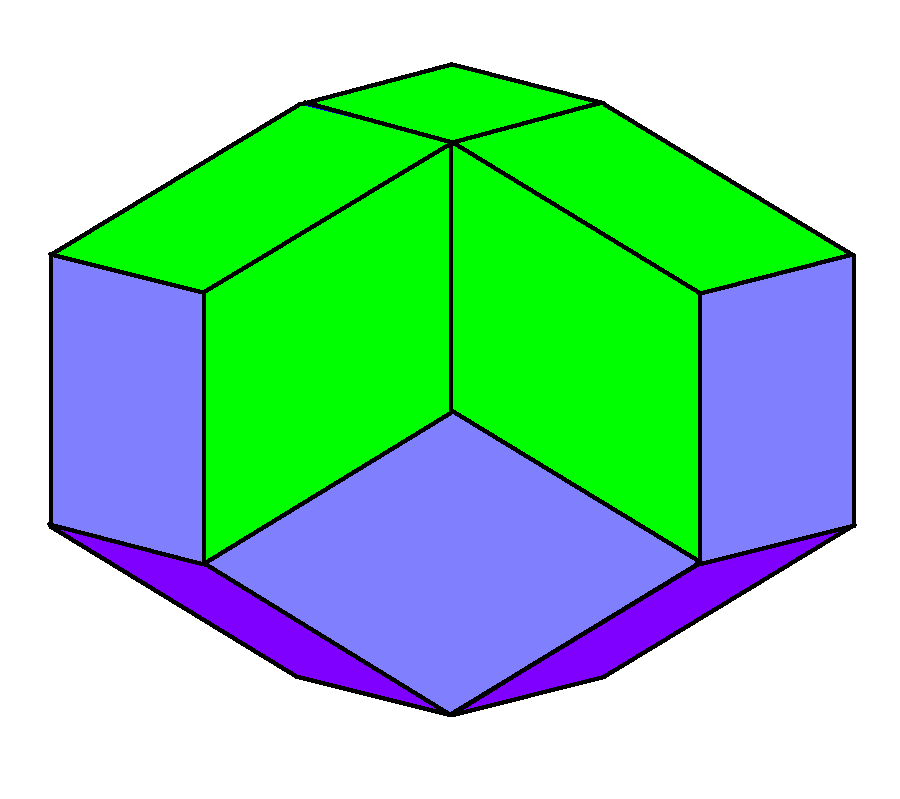
rhombic icosahedron
rhombic triacontahedron
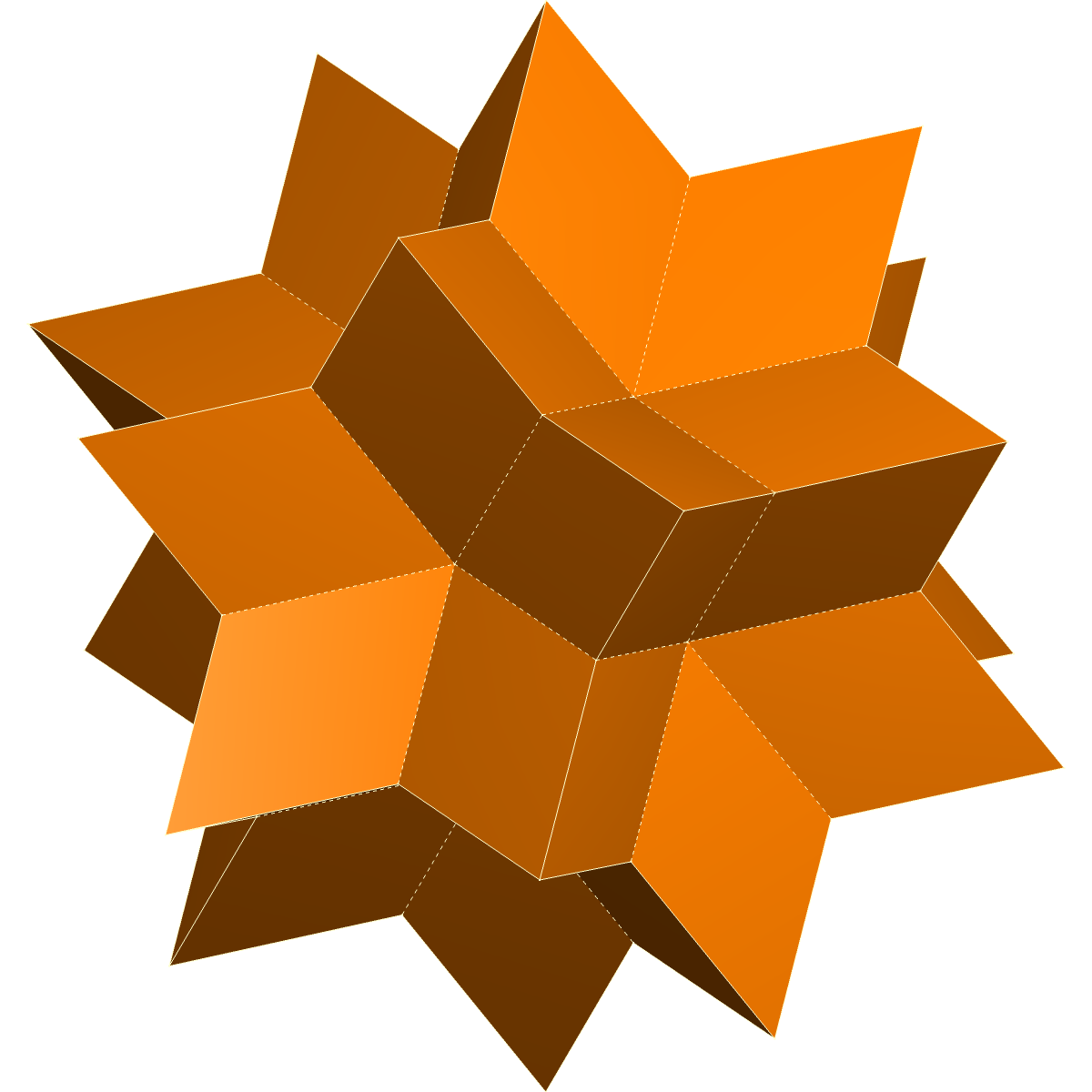
rhombic hexecontahedron